# 心理距離
心理距離是一種解釋美感的概念，它意指美感的產生，是來自於觀賞者主觀感知與藝術品之間的心理距離。此概念源自於20世紀初對美學的研究，之後也受到國際貿易研究所援引。

## 美學的「心理距離」
1912年，任教於英國劍橋大學的瑞士心理學家布洛（Edward Bullough，1880-1934）在英國心理學雜誌發表了一篇名為《作為藝術的一個要素與美學原理的『心理距離』》（Psychical Distance as a factor in Art and an Aesthetic Principle）的文章，正式揭櫫了心理距離的概念。
布洛認為，美的純粹客觀性並不存在，使用客觀標準、準則和範疇來界定美，將會抹殺掉許多豐富多彩的美感事實，因此他主張從心理學的角度研究美，說明美感乃是出自於人們對藝術品的觀賞所產生的心理效應，而此效應則是生於心理距離。心理距離並不是指空間或時間上的距離，而是觀賞者對於藝術作品所顯示的事物在感情上或心理上所保持的距離。這種距離由於消除了觀賞者對作品的實用態度，而使得美感有利於快感，因此使觀賞者對眼前的事物產生嶄新的體驗；然而，若是主客體在心理距離上失距了，例如差距（under-distanced）或者超距（over-distanced），則不會獲得美感。
布洛的心理距離說，影響了其後50年美學理論的發展。美學研究者薛爾本（Donald W. Sherburne）即說：「布洛的心理距離說，已經在美學思想上成為了一個經典的理論。」中國美學家朱光潛也深受其影響。

## 貿易學的「心理距離」
貿易學上的心理距離說，可源自1956年Beckerman的提出。此說主張心理距離會影響某些心理層面的因素，而干擾公司和市場間的資訊的決策或重視程度。心理距離的長短取決於資訊獲得的多寡，或者如產業差距、員工教育、主管出身、公司成長背景、異地商業文化等的不認同，造成心理距離過大，信任不足，皆會影響決策的行為。